# Huấn dân chính âm
Huấn dân chính âm (tiếng Hàn: 훈민정음; Hanja: 訓民正音; Romaja: Hunminjeongeum; nghĩa là âm chính xác để hướng dẫn nhân dân) là một tài liệu mô tả hoàn toàn mới và nguồn gốc bản thảo của tiếng Triều Tiên. Các bản thảo ban đầu được đặt tên sau khi công bố, nhưng sau đó đổi thành hangul. Nó được tạo ra cho những người dân thường không biết hanja có thể dễ dàng đọc-viết tiếng Triều Tiên một cách chính xác. Nó được phát hành trong số 102 của Niên sử của vua Thế Tông, và ngày xuất bản chính thức của nó, 9 tháng 10, 1446, hiện là Ngày Hangul ở Hàn Quốc. Niên sử phát minh vào năm trị vì thứ 25 của vua Sejong, tương ứng với 1443-1444. Cách viết ban đầu của tiêu đề là 훈〮민져ᇰ〮ᅙᅳᆷ Húnminjyéongʼeum (trong phiên bản Bắc Triều Tiên Húnminjyéonghʼeum).
Bản thảo này được công nhận là bảo vật quốc gia Hàn Quốc, xếp ở vị trí 70, được công nhận ngày 20 tháng 12 năm 1962.

## Nội dung
Bản thảo này được viết bằng văn ngôn và bao gồm lời nói đầu, các bảng chữ cái (jamo), và mô tả ngắn gọn về âm thanh chính xác của chúng. Nó được bổ sung thành một tài liệu lớn hơn gọi là Huấn âm chính dân giải lệ (Hunminjeongeum Haerye) nó được chỉ định như kho báu quốc gia số 70. Để phân biệt nó và phần bổ sung, Hunminjeongeum đôi khi còn được gọi là "Bản mẫu và ý nghĩa của Hunminjeongeum" (훈민정음예의본; 訓民正音例義本).
Văn ngôn (漢文/hanmun) của Hunminjeongeum một phần đã được dịch sang Hán-Hàn. Bản dịch dưới đây sẽ thấy đi chung cùng với Worinseokbo, và được gọi là Hunminjeongeum Eonhaebon.
Đoạn đầu tiên của tài liệu tiết lộ động lực của vua Thế Tông với việc tạo ra hangul:
- Văn ngôn (nguyên bản):

國之語音
異乎中國
與文字不相流通
故愚民 有所欲言
而終不得伸其情者多矣
予爲此憫然
新制二十八字
欲使人人易習便於日用"耳"(矣)
- Pha trộn hanja (ký tự tiếng Trung) và Hangul (Eonhaebon):[2]

- Chuyển sang thể viết tiếng Triều Tiên (Eonhaebon):[2]

- Phiên âm Hán Việt:

| “ | Quốc chi ngữ âm Dị hồ Trung Quốc Dữ văn tự bất tương lưu thông Cố ngu dân hữu sở dục ngôn Nhi chung bất đắc thân kỳ tình giả đa hĩ Dữ vi thử mẫn nhiên Tân chế nhị thập bát tự Dục sử nhân nhân dịch tập tiện ư nhật dụng "nhĩ" (hĩ). | ” |

- Phỏng dịch nghĩa:

| “ | Ngữ âm nước ta Khác nhiều Trung Quốc Chẳng thể dùng chữ họ để ghi Làm sao cho ngu dân hiểu được Cuối cùng cũng không thể biết làm thế nào Bởi vì sự việc đó Mới chế ra 28 chữ Để cho người người điều tiện sử dụng hằng ngày. | ” |

## Phiên bản
Bản thảo của Hunminjeongeum gốc gồm 2 phiên bản:
- 7 trang được viết bằng Văn ngôn, trừ trường hợp các chữ Hangul được đề cập, như có thể thấy trong hình đầu tiên của bài viết này. Ba bản sao còn lại là:
  - Một bản được tìm thấy ở phần đầu của bản sao Haerye
  - Một bản bao gồm trong Sejongsillok (세종실록; 世宗實錄; "Niên sử vua Thế Tông"), quyển 113.
- Eonhaebon, 36 trang, chú thích mở rộng bằng hangul, với tất cả hanja biên soạn thành hangul để phía dưới bên phải. Hangul được viết bằng cọ và kiểu thư pháp. Bốn bản sao còn lại là:
  - Phần mở đầu của Worinseokbo (월인석보; 月印釋譜), chú thích kinh Phật giáo
  - Một bảo quản bởi Park Seungbin
  - Một bảo quản bởi Kanazawa, một người Nhật
  - Một bảo quản bởi Bộ Ngoại giao Nhật Bản